# Gonomyia (Leiponeura) tristyla
Gonomyia (Leiponeura) tristyla is een tweevleugelige uit de familie steltmuggen (Limoniidae). De soort komt voor in het Afrotropisch gebied.